# Cyprianka
Cyprianka – wieś w Polsce położona w województwie kujawsko-pomorskim, w powiecie włocławskim, w gminie Fabianki, przy drodze krajowej nr 67.
W XIX w. folwark w obrębie dóbr Chełmica. Ze spisanej przed 1939 r. kroniki szkoły w Rachcinie wiemy, że w Cypriance usypany został kopiec upamiętniający 10. rocznicę odzyskania przez Polskę niepodległości. Podczas II wojny światowej Adela Królikowska ryzykowała życie prowadząc wśród tutejszego społeczeństwa tajne komplety. W zachodniej części wsi wytyczony został obszar Cyprianka w ramach programu Natura 2000. Obszar wyżej określony stanowi największe w Polsce siedlisko strzebli błotnej.
W latach 1975–1998 miejscowość administracyjnie należała do województwa włocławskiego. Według Narodowego Spisu Powszechnego (III 2011 r.) liczyła 757 mieszkańców. Jest szóstą co do wielkości miejscowością gminy Fabianki.